# FIFA Street (jogo eletrônico de 2012)
FIFA Street, também chamado de FIFA Street 4, ou ainda FIFA Street 2012, é um jogo eletrônico de futebol de rua, sendo o quarto game da famosa franquia FIFA Street. A capa do jogo vem escrito somente FIFA Street, já que, por conta do fracasso comercial de seu antecessor, a EA Sports queria se desvencilhar de seu antecessor e optou por uma reformulação da série. Diferente dos jogos anteriores, FIFA Street 4 traduziu com mais propriedade a atmosfera do futebol de rua. Como exemplo: as traves da meta nem sempre possuem um tamanho definido, extinguindo até a função do goleiro em muitos casos. Além disso, modalidades de futebol raramente reproduzidas em jogos de videogame, tais como o futsal, gol a gol (ou golzinho) e o futebol society, estão presentes neste game. Segundo Sid Misra, um dos desenvolvedores do game, "o que você sabe sobre o FIFA Street 1, 2 e 3, você pode esquecer. O que realmente queremos é sair com a primeira grande experiência de futebol de rua. Ainda não houve um. Então, nós queríamos realmente criar um jogo que tivesse aquela atmosfera que faltava nos jogos do passado".
Este jogo trouxe uma novidade para os jogos de futebol. Trata-se do modo “Last Man Standing”, que funciona da seguinte forma: as equipes começam com 4 jogadores na linha e mais 1 no gol. Toda vez que um time marcar um gol, perderá um de seus jogadores (no caso, o artilheiro). Assim, teria que jogar com inferioridade numérica. Uma vez que o adversário marque, é ele a perder um jogador. Um embate “1 contra 1” quase sempre será o “fim da linha” para uma disputa. A EA Sports voltou a adotar esse modo de jogo em FIFA 19.

## Trilha-Sonora do Jogo
- Kano feat. Hot Chip - "All Together"
- KKS - "Carioca"
- Skåmslåkkar - "Maskinen"
- Denzal Park vs.  Wizard Sleeve - "I'm A Drum Machine (Step Up)"
- Camo + Krooked feat.  Skittles - "The Lesson"
- Mustard Pimp - "The Amazons"
- Celt Islam - "Dub Reflex"
- Felguk feat. Sirreal - "Move It Right"
- The Chain Gang of 1974 - "Undercover"
- The Chain Gang of 1974 - "Devil is a Lady"
- Wretch 32 feat. Example - "Unorthodox"
- Fugative feat. Mz Bratt & Wiley - "Go Hard"
- Hilltop Hoods - "Still Standing"
- Malachai - "Anne (Parker Remix)"
- Quantic and His Combo Bárbaro - "Un Canto a Mi Tierra (Cut Chemist Remix)"
- Fatboy Slim - "Ya Mama (Moguai Remix)"
- Vato Gonzalez - "Badman Riddim"
- Vato Gonzalez feat.  Foreign Beggars - "Badman Riddim (Jump)"
- Foreign Beggars feat. Lazer Sword - "What's Good"
- Spank Rock feat. Santigold - "Car Song"
- DJ Fudge feat.  Afrika Bambaattaa - "Jump Up (Extended Dub Mix)"
- The Big Pink - "Hit The Ground (Superman)"